# Micronutrientes múltiples en polvo
Los micronutrientes múltiples en polvo constituyen una combinación de por lo menos hierro, zinc y vitamina A. Se utilizan para prevenir la desnutrición en los niños y durante las emergencias sanitarias. El grupo de edad objetivo se encuentra, por lo general, entre los 6 meses y los 5 años. Se toman combinados con alimentos una vez al día durante uno o más meses.
Si bien no se han documentado efectos secundarios, es posible que se produzcan molestias abdominales. Algunas versiones del producto contienen además micronutrientes como la vitamina C y el ácido fólico.
En 2019, se agregaron a la Lista de Medicamentos Esenciales de la Organización Mundial de la Salud. Desde 2015, se distribuyeron más de 24 millones de tratamientos a través de UNICEF. El precio es de aproximadamente 0,60 USD por 30 dosis desde el 2016.